# Rufino Inglés
Rufino Inglés García (* 10. November 1902 in Madrid; † 2. November 1981 ebenda) war ein spanischer Schauspieler.
Inglés gab sein Filmdebüt zu Stummfilmzeiten in La virgen de cristal 1926 und ließ bis zu seinem Lebensende über 150 Titel folgen, in denen er Charakterrollen spielte, wobei er oftmals Leute aus dem Volk, Gastwirte oder Arbeiter darstellte. Der Schauspieler Javier Inglés ist sein Sohn.

## Filmografie (Auswahl)
- 1941: Oro vil
- 1949: El capitán de Loyola
- 1960: Die Karawane nach Zagora (El secreto de los hombres azules)
- 1963: Die drei Unerbittlichen (Tres hombres buenos)
- 1963: Perseus – der Unbesiegbare (Perseo l'invincibile)
- 1964: La carga de la policía montada
- 1964: Höllenfahrt nach Golden City (Fuerte perdido)
- 1964: Überfall auf Fort Yellowstone (El hombre de la diligencia)
- 1965: Blei ist sein Lohn (Ocaso de un pistolero)
- 1965: Lederstrumpf – Der letzte Mohikaner (Uncas, el fin de una raza)
- 1966: Mountains (Mestizo)
- 1967: Glut der Sonne (Dove si spara di più)
- 1967: Gott vergibt – Django nie! (Dio perdona… io no!)
- 1967: 100.000 verdammte Dollar (Voltati… ti uccido!)
- 1968: Requiem für Django (Réquiem para el gringo)
- 1971: El bandido Malpelo
- 1971: Die Nacht der reitenden Leichen (La noche del terror ciego)